# Pierre Lacotte
Pour les articles homonymes, voir Lacotte.
Pierre Lacotte, né le 4 avril 1932 à Chatou et mort le 10 avril 2023 à La Seyne-sur-Mer,, est un danseur et chorégraphe français. Il est reconnu pour ses activités et ses chorégraphies, faisant revivre le patrimoine du ballet.

## Biographie

### Danseur
Pierre Lacotte entre en 1942 à l'École de danse de l'Opéra national de Paris.[réf. nécessaire]. Il est engagé dans le corps de ballet en 1946 avec le grade de « deuxième quadrille » et passe « premier quadrille » la même année. Il saute une classe et devient « petit sujet » en 1947, « grand sujet » en 1951 puis premier danseur en 1953.
Il a pour professeurs principaux Lioubov Egorova, ancienne prima ballerina du théâtre Mariinsky de Saint-Pétersbourg, Carlotta Zambelli, Gustave Ricaux et Serge Lifar.[réf. nécessaire]

### Chorégraphe
Déjà passionné par la chorégraphie, Pierre Lacotte crée Exode (Tchaïkovski) en 1951 avec sa partenaire Josette Clavier. Puis Renonciation (Bach), Clair de lune et En bateau (Debussy), Chansons et Vaincre (Bach).
En 1954, il obtient un grand succès avec La Nuit est une sorcière, sur une musique spécialement créée pour l'occasion par Sidney Bechet ; cette œuvre est enregistrée par la télévision belge où elle obtient le prix de la meilleure émission de l'année, décerné dans ce pays ; elle est ensuite dansée à Liège, puis reprise sur différentes scènes françaises, notamment au théâtre des Champs-Élysées en 1955 et sera enfin filmée par la télévision française en 1959.

### Années de recherche
En 1954, Pierre Lacotte démissionne de l'Opéra de Paris.
En 1956, il fonde les « Ballets de la Tour Eiffel » qui se produisent dans toute la France et en Afrique, il crée Solstice (Wayenberg), Tempo universel (Albinoni), Gosse de Paris (Aznavour), et chorégraphie Such Sweet Thunder sur une musique de Duke Ellington pour le Festival de Berlin. La plupart de ses ballets seront filmés par les télévisions française et britannique.
Victime d'un accident à la jambe en 1958, Pierre Lacotte entreprend ses premières recherches sur les ballets romantiques.
En 1959, il dissout les Ballets de la Tour Eiffel et mène ensuite une carrière de danseur indépendant, invité dans plusieurs pays, tout en continuant de créer.
En 1963, il est nommé directeur du nouveau « Ballet des Jeunesses musicales de France ». Il y crée une bonne douzaine de ballets, dont Hamlet et Penthésilée, qui seront également filmés par la télévision française, ainsi que La voix en hommage à Édith Piaf.

### Ghislaine Thesmar
La plupart des ballets de Pierre Lacotte sont créés par Ghislaine Thesmar qu'il épouse en 1968.
Après la dissolution du Ballet des Jeunesses musicales de France et pendant une période de quatre ans, il travaille pour l'Opéra de Strasbourg, La Fenice de Venise et de nombreux festivals. Pendant ces années, il prépare la reconstitution de La Sylphide, grâce aux documents recueillis lors de ses recherches. Ce ballet, le premier des grands ballets romantiques, créé en 1832 (musique de Schneitzhoeffer) par le chorégraphe Filippo Taglioni pour sa fille Marie, s'était perdu après la mort tragique d'Emma Livry, élève de cette dernière.

### Professeur à l'Opéra de Paris
En 1971, Pierre Lacotte est nommé professeur d'adage à l'Opéra de Paris.
La Sylphide, dansée par Ghislaine Thesmar, Michaël Denard, danseur étoile de l'Opéra, et Laurence Nerval, est filmée pour la télévision française et diffusée sur la deuxième chaîne le 1er janvier 1972, pour l'inauguration de la couleur.
Les administrateurs de l'Opéra de Paris obtiennent une projection privée du film, décident de le remonter sur la scène de ce théâtre, où elle sera créée à nouveau par les deux interprètes principaux du film, reprise par Noëlla Pontois et Cyril Atanassoff, puis par Christiane Vlassi et Attilio Labis, ce dernier cédant vite le rôle à Jean-Pierre Franchetti.

### Envers la tradition dans le monde de la danse classique
Pierre Lacotte décrit dans une interview sa conception de la culture et la tradition du ballet russe, italien et français:
« Les ballets du 19e siècle incarnent la pureté de style des œuvres de cette époque. Le vocabulaire est très riche. Le mélange de la tradition du ballet français est d'une qualité exceptionnelle, ce qu'il faut raviver. » Il pense que le ballet français et le ballet russe ont beaucoup de choses en commun: « La tradition du ballet français et la tradition du ballet russe étaient bien préservées. » Il ajoute que la France et la Russie ont préservé ces traditions pour le mieux et que les ancêtres nous ont fait un grand cadeau.
Quant aux différences, dans le ballet français l'accent est mis plus sur les pieds, tandis que le ballet russe met plus en valeur le port de bras. Il aime une remarque très comique de Mikhaïl Barychnikov disant qu'un danseur parfait aurait des pieds français et une tête et des bras russes.

### Maturité d'un expert
Pierre Lacotte se consacre essentiellement à la reconstitution des grands ballets du répertoire tombés dans l'oubli.
Pour l'Opéra de Paris, il remonte :
- 1973 : Version originale de Coppélia (1870), dansée par Noëlla Pontois et Cyril Atanassoff ;
- 1976 : « Pas de six » de La Vivandière (1844), d'après la Sténochorégraphie d'Arthur Saint-Léon dans laquelle ce pas, d'une rare virtuosité, était donné à titre d'exemple. Il est créé à la Salle Favart (Opéra-Comique) par Patrice Bart avec, en alternance Florence Clerc et Claude de Vulpian, puis par Jacques Namont ;
- 1976 : « Pas de deux » du ballet Le Papillon (1860), qu'il danse lui-même avec Dominique Khalfouni.
- 1978 : La Fille du Danube (1836), au Teatro Colón, avec Ghislaine Thesmar et Michaël Denard.

Créations pour des compagnies étrangères :
- 1995 : Le Lac des fées de Filippo Taglioni au Staatsoper de Berlin avec Oliver Matz et Steffi Scherzer.

Il devient en 1991 le directeur artistique du ballet national de Nancy et de Lorraine, où il succède à Patrick Dupond, et ce jusqu’en 2001.
Il revient également en force en 2000 avec La Fille du pharaon (1862) qui met en vedette la grande ballerine Svetlana Zakharova et continue cette série de reprises avec Ondine au Théâtre Mariinsky (ballet tombé aux oubliettes depuis l'ère Margot Fonteyn et pour lequel Evguenia Obraztsova reçoit un Masque d'or de la meilleure danseuse, en 2007). Toujours très actif, Pierre Lacotte recrée Les Trois Mousquetaires et présente à nouveau La Fille du Danube avec le Ballet de Tokyo, pour des danseurs comme Mathias Heymann, Marie-Agnès Gillot, Dorothée Gilbert, Mathieu Ganio et Evguenia Obraztsova.
En 2001, il recrée pour l'Opéra de Paris le ballet Paquita (1846), filmé et commercialisé, d'après les documents originaux de Joseph Mazilier et Marius Petipa, et s'attache tout particulièrement à retrouver les figures et pas qui composaient la chorégraphie à sa création, au XIXe siècle.
En octobre 2021, il crée à l’Opéra national de Paris Le Rouge et le Noir, un ballet en trois actes inspiré du roman de Stendhal,.

### Avec Evguenia Obraztsova
Dans la saison 2013-2014, Marco Spada de Pierre Lacotte est représenté sur la scène du Théâtre Bolchoï.
« Ce ballet est un vrai chef-d’œuvre offert au Théâtre Bolchoï par Pierre Lacotte. Maintenant nous avons le ballet classique par excellence sur la scène historique. » (Sergueï Filine)
Tous les deux, Sergueï Filine et Pierre Lacotte, propulsent la carrière d'Evguenia Obraztsova, qui est depuis 2012 la nouvelle vedette du ballet du Bolchoï aux côtés de Svetlana Zakharova.
Evguenia Obraztsova est distribuée dans la même saison également dans La Sylphide de Pierre Lacotte au Palais Garnier à Paris.

## Filmographie
- Une vie de ballets : Ghislaine Thesmar, Pierre Lacotte, documentaire de Marlène Ionesco, 95 min, date de sortie le 2 janvier 2012[4],[13]